# Oskar Marvik
Oskar Marvik (22 de noviembre de 1995) es un deportista noruego que compite en lucha grecorromana. Ganó dos medallas de bronce en el Campeonato Europeo de Lucha, en los años 2021 y 2023, en la categoría de 130 kg.

## Palmarés internacional
| Campeonato Mundial | Campeonato Mundial | Campeonato Mundial | Campeonato Mundial |
| Año                | Lugar              | Medalla            | Categoría          |
| ------------------ | ------------------ | ------------------ | ------------------ |
| 2021               | Oslo (Noruega)     | Medalla de bronce  | 130 kg             |
| 2023               | Zagreb (Croacia)   | Medalla de bronce  | 130 kg             |